# Séismes du 2 février 1703 à L'Aquila
Pour les articles homonymes, voir Séisme à L'Aquila.

L'Italie entre la plaque tectonique africaine et européenne.

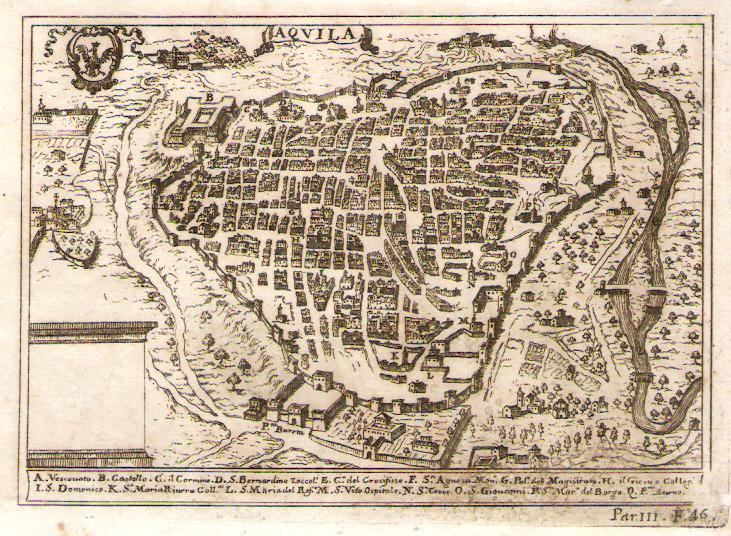
Plan de L'Aquila avant 1703.

Les séismes de 1703 à L'Aquila sont des séismes survenus le 2 février 1703 et les semaines qui ont précédé à L'Aquila et ses alentours, dans les Abruzzes, dans le centre de l'Italie.
Plusieurs secousses sismiques ont détruit la ville et des villages environnants. La plus forte secousse fut d'une magnitude de 6,7 sur l'échelle de Richter. Le 2 février correspondait à la fête du carnaval. On dénombra plus de 6 000 morts.

## Description
Les tremblements de terre de 1703 sont une séquence de trois tremblements de terre de magnitude 6 survenu dans l’Apennin central d'Italie (surtout Ombrie et Abruzzes), sur une période de 19 jours. Les épicentres sont situés près de Norcia (14 janvier), de Montereale (16 janvier) et de l’Aquila (2 février), montrant une progression vers le sud sur environ 36 km. Ces événements ont concerné toutes les failles actives connues entre Norcia et l’Aquila. Un total estimé à environ 10 000 personnes auraient trouvé la mort à la suite de ces tremblements de terre.

## Géologie

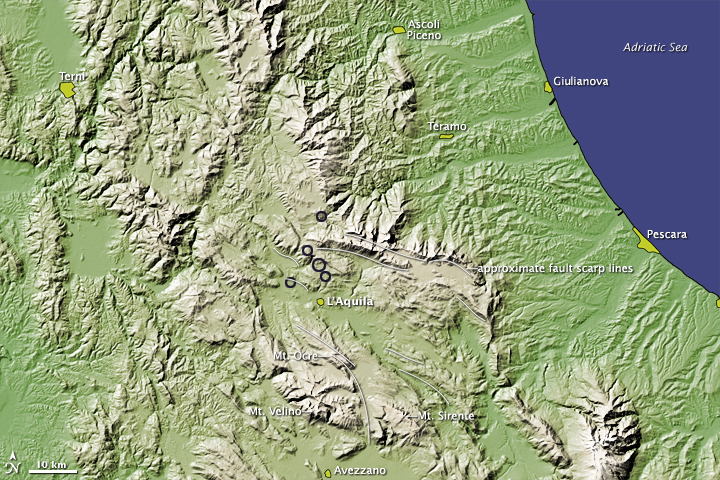
Carte de la région montrant les principales failles.

La partie centrale de l’Apennin se caractérise par un contexte tectonique de distension depuis le Pliocène, La plupart des failles actives étant orientées NO-SE.

## Causes
Comme la majorité des séismes dans cette région centrale de l'Italie, ces secousses sont dues à des forces d'extension, qui activent des failles dites « normales ». Celles-ci sont nombreuses dans la région.
Cette extension de la croûte terrestre et de la lithosphère a débuté au Pliocène entre le bloc Corse-Sardaigne et l'Italie et contribue à l'« ouverture » de la mer Tyrrhénienne.

## Signes préliminaires
Cette secousse principale fait partie d'une séquence de séismes (sismicité en essaim), dont font aussi partie les nombreuses autres secousses de forte magnitude qui se sont produites depuis. De telles séquences durent en général beaucoup plus longtemps et sont beaucoup plus énergétiques que les classiques séquences « séisme principal + répliques ».
La « sismicité en essaim » a probablement débuté au début de l'année 1702 avec le mouvement de la faille du mont Vettore. Le début du phénomène est caractérisé par des secousses de faible intensité. La première significative date du 18 octobre 1702 et se situe près de Norcia avec une magnitude de 5,1, ressentie dans l'Italie centrale jusqu'à Rome, une autre secousse de même intensité a lieu le 14 novembre 1702 avec comme épicentre Spello.

### La secousse du 14 janvier
Après quelques semaines de calme, le 14 janvier 1703, une forte secousse de magnitude 6,8 touche la zone entre Amatrice et Montereale, causant des dégâts du XIe degré sur l'échelle de Mercalli. Montereale est dévasté provoquant 800 morts environ sur une population de 1 000 habitants ; à Leonessa 800 morts, les villes de Sant'Angelo, Pianezza, Collesecco, Viesci, San Clemente, Piedelpoggio et Vallimpuni sont détruites. D'autres villes particulièrement touchées sont Accumoli, Amatrice, Antrodoco, Borbona, Cascia, Cittareale, Rivodutri et Norcia. À L'Aquila, le séisme a provoqué des dégâts au patrimoine mais il n'y a aucune victime.

### La secousse du 16 janvier
Le 16 janvier 1703, une secousse de magnitude 6,2 cause des dégâts du VIIIe degré sur l'échelle de Mercalli.
La zone touchée est L'Aquila, avec l'écroulement de nombreux édifices.

### La secousse du 2 février
Le 2 février 1703, la secousse de magnitude 6,6 touche le nord de l'Aquila, provoquant des dégâts du niveau X sur l'échelle de Mercalli. Le nombre de victimes est de 2 500 environ, dont 800 fidèles dans l'église San Domenico. soit un tiers de la population. Le nombre total de victimes de la zone est de 6 000.

## Détail des secousses
| Nom        | Date            | heure | Coordonnées          | Magnitude | Intensité |  |
| ---------- | --------------- | ----- | -------------------- | --------- | --------- |  |
| Norcia     | 14 janvier 1703 | 18:00 | 42° 42′ N, 13° 04′ E | 6.8       | XI        |  |
| Montereale | 16 janvier 1703 | 13:30 | 42° 37′ N, 13° 06′ E | 6.2       | VIII      |  |
| L'Aquila   | 2 février 1703  | 11:05 | 42° 26′ N, 13° 18′ E | 6.6       | X         |  |

## Gestion d'urgence

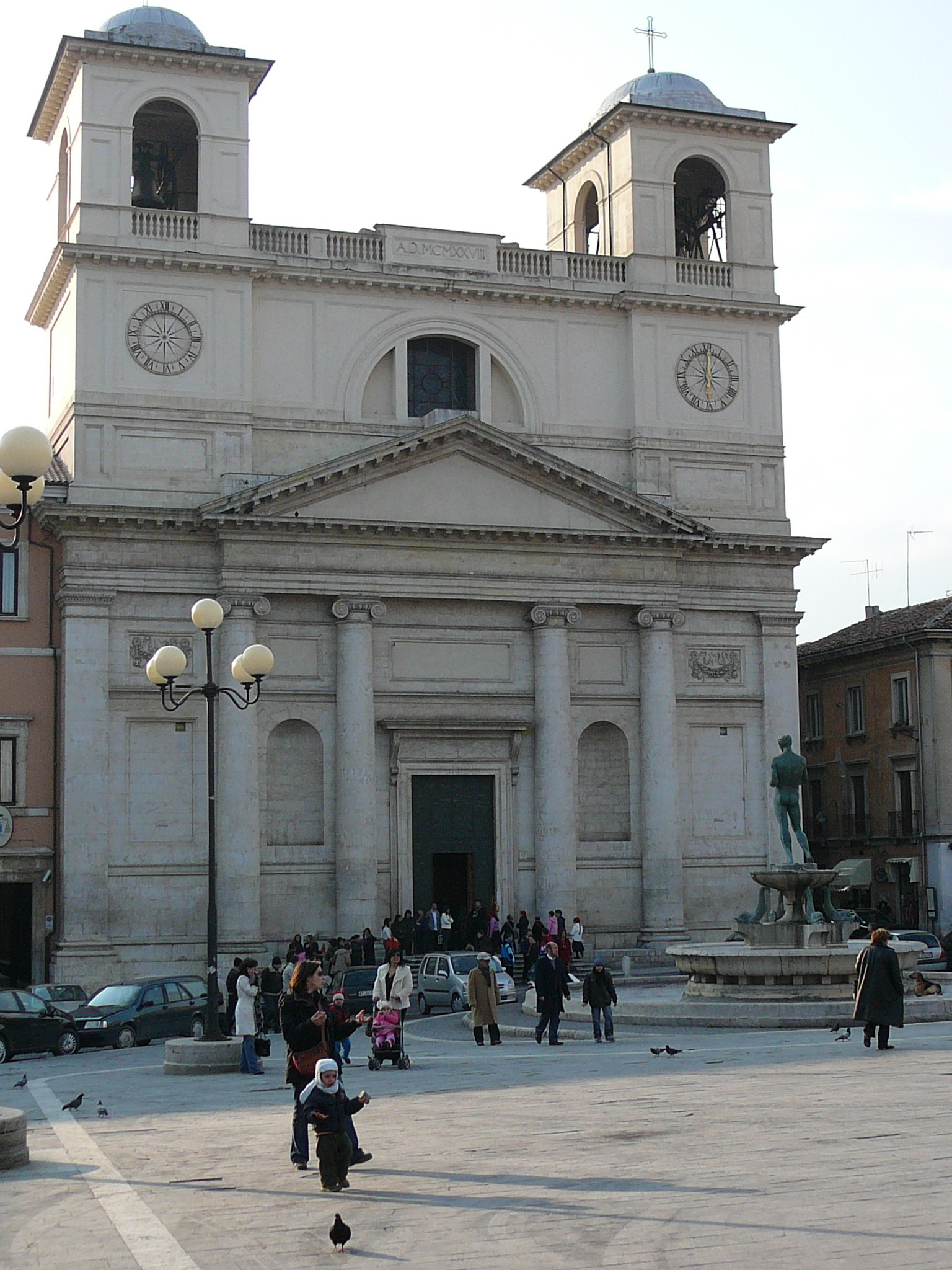
La cathédrale de L'Aquila, reconstruite en style baroque tardif.

Quelques jours après la catastrophe, le marquis della Rocca se rend à Naples pour informer de l'étendue de la catastrophe. Marco Garofalo est nommé commissaire extraordinaire. Il organise les secours, l'ordre public et encourage la population à se rétablir sur place.
Deux ordonnances sont promulguées, une le 12 février, l'autre le 18 février. Elles décrètent au couvre-feu et l'obligation d'acheter une licence spécifique pour l'extraction des cadavres et des objets personnels des édifices écroulés.
En novembre 1703, la population obtient la suspension fiscale pour les citoyens touchés pendant une période proportionnelle à leurs pertes. Les citoyens de L'Aquila voient leurs impôts suspendus pendant dix ans. Parallèlement, une taxe est instituée afin de financer 92 baraques pour les sans abris, sur la Piazza del Duomo, une étant réservée au Conseil Communal.

## Reconstruction

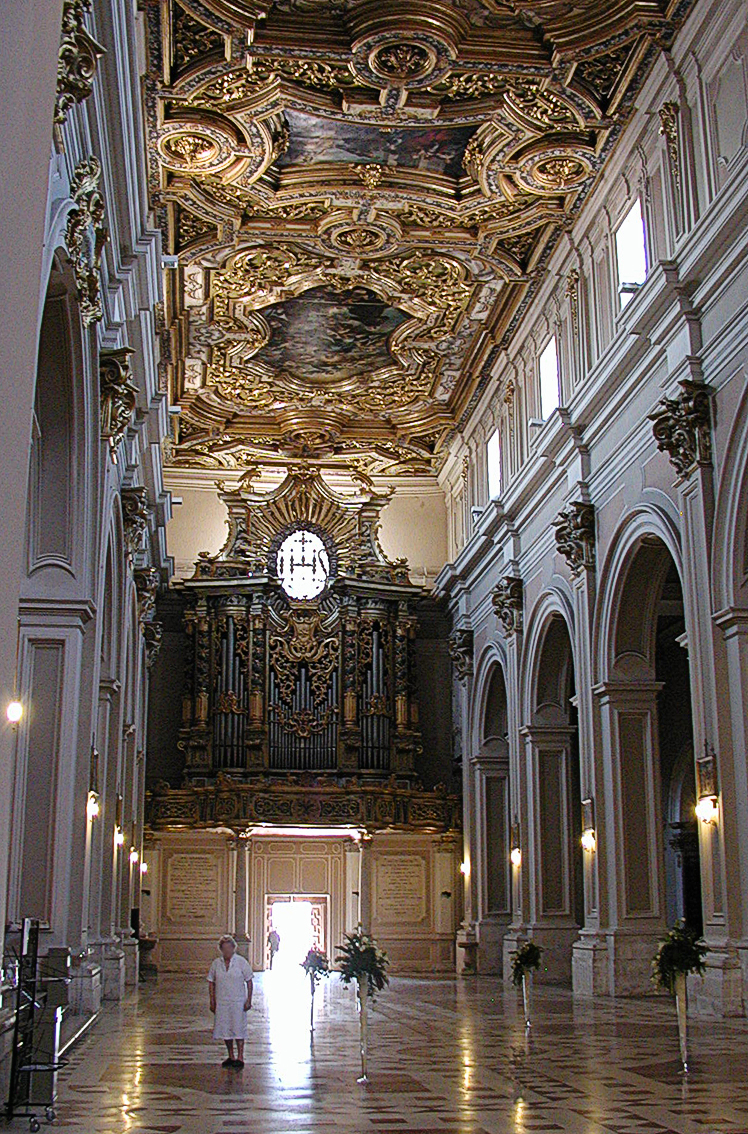
L’intérieur baroque de la basilica di San Bernardino reconstruit.

Rapidement, les familles nobles reconstruisent leur palais et les principales édifices religieux reconstruites selon le nouveau goût baroque.
Les premières interventions concernent les habitations civiles et les infrastructures, dont l'aqueduc. Pendant deux années, les principaux édifices écroulés sont laissés en l'état. Les premières interventions sur le patrimoine débutent en 1705 et s'achèvent au XIXe siècle avec le palais de la Préfecture en style néoclassique.
Un an après le séisme, dans le diocèse de Rieti, se trouvent encore un millier de personnes déplacées dans des logements de fortune dans des conditions précaires favorisant les épidémies. L’émergence terminée, Antonino Serafino Camarda, évêque de Rieti de 1724 à 1754 reprend la gestion des reconstructions .